# محمد الداهی
محمد الداهی (انگلیسی: Mohammed Al-Dahi؛ زادهٔ ۱۴ سپتامبر ۱۹۸۸) یک ورزشکار اهل عربستان سعودی است.
از باشگاه‌هایی که در آن بازی کرده‌است می‌توان به باشگاه فوتبال التعاون عربستان سعودی و باشگاه فوتبال الوحده عربستان سعودی اشاره کرد.